# Huis
Pour les articles homonymes, voir Huis (homonymie), Huy (homonymie) et Hui.

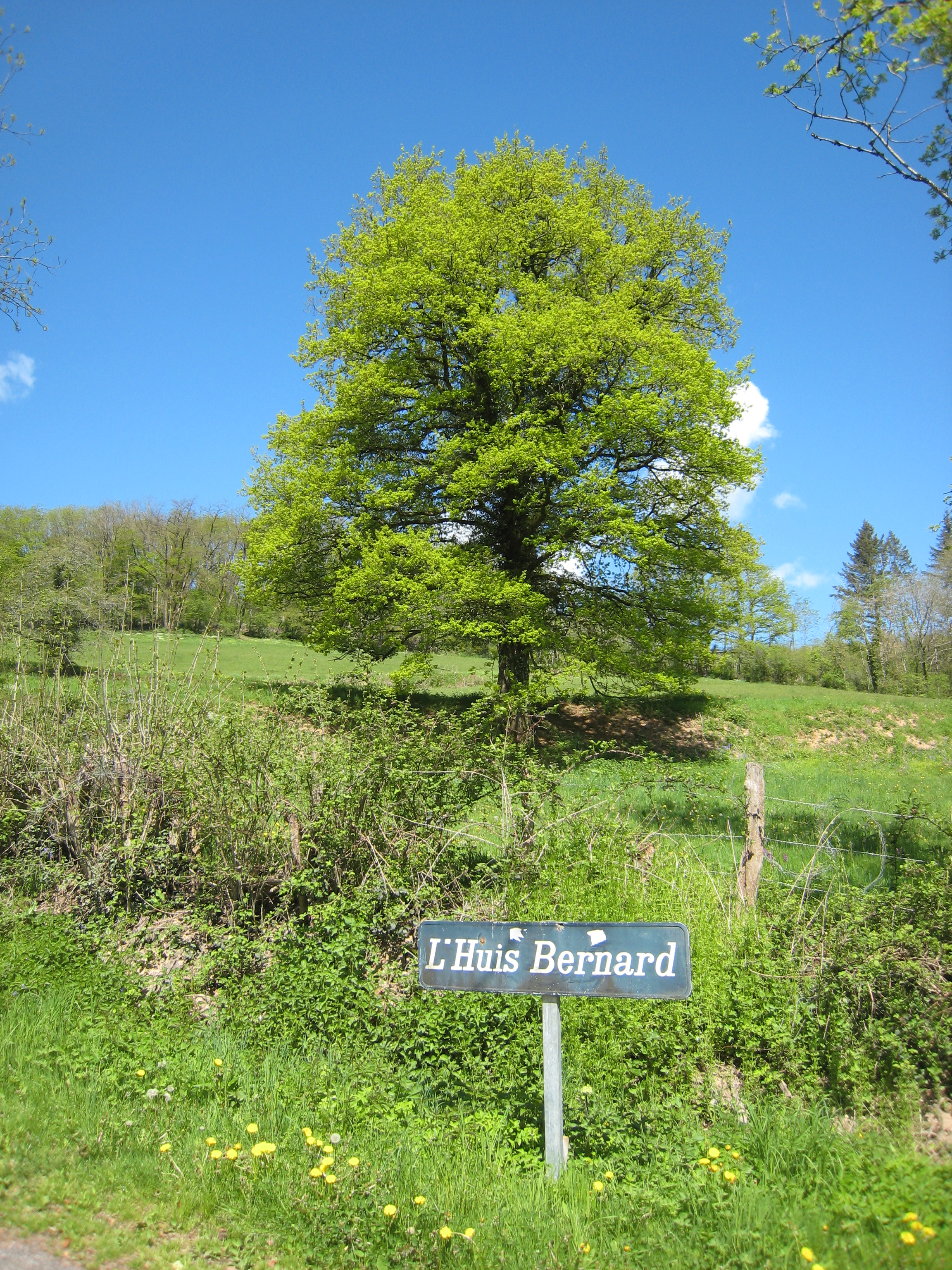
Panneau de L'Huis Bernard à Chaumard

huis (écrit parfois huy ou hui) est un appellatif toponymique typique du massif du Morvan, notamment dans sa partie nivernaise, nom donné à certains hameaux composés de quelques maisons ou fermes morvandelles (trois ou quatre généralement) et suivi le plus souvent d'un anthroponyme, généralement patronymique. On compte près d'une centaine de toponymes contenant l'élément huis dans le Morvan.

## Étymologie

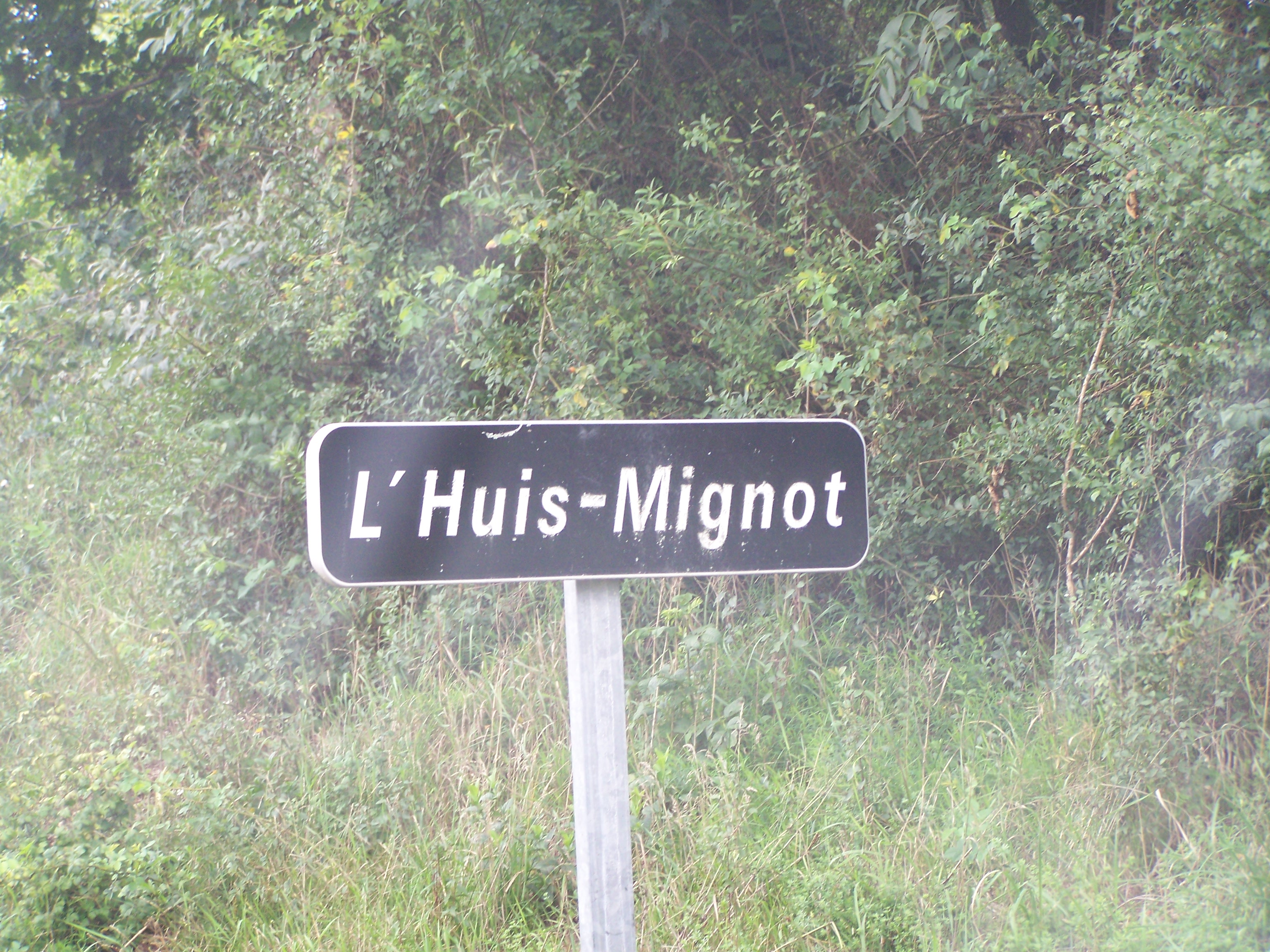
Panneau de L'Huis-Mignot à Montigny-en-Morvan

Le terme français huis est issu du gallo-roman ŪSTIU, lui-même du latin classique ōstium « entrée, ouverture ». Le terme est attesté dès le plus ancien français sous la forme us, dans la Vie de saint Alexis (us est une forme dialectale pour *uis) « porte extérieure d'une maison », mot vieilli en français, mais dont le dérivé huisseries de sens plus général est encore couramment utilisé dans le domaine immobilier. Sont utilisés plus fréquemment le dérivé huissier et le composé huis clos. Le h- non étymologique est « aspiré » dans huis clos (le huis clos), alors qu'il ne l'est pas dans huissier (l'huissier) conformément à l'étymologie. En effet, ce h- a été ajouté à la graphie uis, car le u se notait v dans les textes en moyen français et l'on a voulu éviter la confusion avec vis [vis] (cf. huile, huit, huître).
 
Selon Viollet-le-Duc, ce terme désignait les menuiseries très grossières faisant fonction de porte. Le huis consiste en une série de planches simplement jointives, doublées par d'autres planches disposées de manière à se relier aux premières par des clous.

## Origine en toponymie
Un second sens est apparu à partir des XIVe et XVe siècles. À la suite de la pandémie de peste noire et de la guerre de Cent Ans, de nombreuses terres morvandelles ont en effet été ravagées et abandonnées et les populations décimées.
Pour reconstruire et repeupler le Morvan, de nouvelles habitations sont construites dans les clairières artificielles qui font suite à la poursuite du défrichement du massif durant le Moyen Âge.
Ces nouveaux hameaux, isolés des villages auxquels ils sont rattachés, prennent dans le Morvan le nom particulier d’Huis. Cette appellation est suivi d'un nom, correspondant le plus souvent à celui de la personne ayant procédé au défrichage de la clairière : par exemple, l'Huis-Dupin (rattaché à la commune de Gâcogne), est un hameau fondé par André Dupin.

## Les huis du Morvan